# Dynomenidae
Dynomenidae is een familie van de superfamilie Dromioidea uit de infraorde krabben en omvat volgende geslachten:

## Onderfamilies
- Acanthodromiinae Guinot, 2008
- Dynomeninae Ortmann, 1892
- Metadynomeninae Guinot, 2008
- Paradynomeninae Guinot, 2008

### Uitgestorven geslachten
- Acanthodiaulax  †  Schweitzer, Feldmann, Fam, Hessin, Hetrick, Nyborg & R. L. M. Ross, 2003
- Basinotopus  †  M’Coy, 1849
- Cyamocarcinus  †  Bittner, 1883
- Dromiopsis  †  Reuss, 1858a
- Dynomenopsis  †  Secretan, 1972
- Eotrachynotocarcinus  †  Beschin, Busulini, De Angeli & Tessier, 2007
- Gemmellarocarcinus  †  Checchia-Rispoli, 1905
- Graptocarcinus  †  Roemer, 1887
- Kierionopsis  †  Davidson, 1966
- Maurimia  †  Martins-Neto, 2001
- Ovamene  †  Müller & Collins, 1991
- Stephanometopon  †  Bosquet, 1854
- Trechmannius  †  Collins & Donovan, 2006
- Xandaros  †  Bishop, 1988c